# Гроздовник
Гроздо́вник, или Ботри́хий (лат. Botrýchium), — род многолетних травянистых наземных папоротников семейства Ужовниковые.

## Ботаническое описание
Корневая система

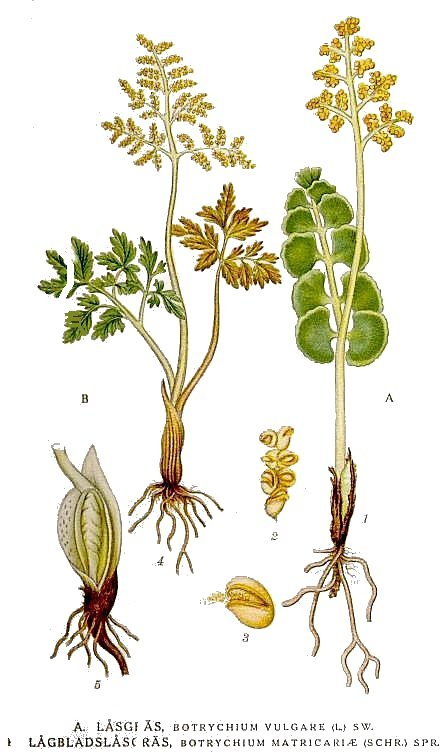
Гроздовники многораздельный (слева) и полулунный.

Гроздовники — небольшие травянистые многолетники с более или менее прямым, укороченным подземным стеблем (длина которого 1—4 см), с толстыми не ветвистыми светлыми корнями.
Стебель

Надземная часть растения начинается мясистой вертикальной осью («стеблем»), выше трети общей высоты растения расчленяющейся надвое: на плоский, более или менее мясистый же ярко- или светло-зелёный лист, несколько отклонённый от оси, и на прямое продолжение её, наверху расчленяющееся подобно метёлке (в молодом состоянии гроздевидно сомкнутой — отсюда и название рода), несущей на своих разветвлениях многочисленные сферические спорангии.
Лист

Бесплодная часть листа перистая, перисторассечённая или сложно перисторассечённая, редко (у некоторых самых мелких форм) цельные. Спороносная часть пластинки также рассечена на доли.
Листья развиваются очень медленно. На корневище каждый год формируется лишь по одному, редко по два листа. По числу листовых рубцов на корневище можно примерно судить о возрасте растения. Подсчёты показывают, что некоторые растения распространённого в России, особенно в сосняках, гроздовника многораздельного (Botrychium multifidum) являются ровесниками многих обитающих по соседству с ними столетних сосен.
У мощных экземпляров некоторых видов гроздовника можно обнаружить в почке улиткообразные зачатки листьев, наличие особых влагалищных прилистникоподобных образований. Подобно корневищам они обнаруживают иногда признаки дихотомического ветвления.
Плодущая часть

Плодущая часть имеет вид перистых гроздей. Спорангии свободные, расположенные двурядно в сложных колосках или метёлках, выдаются наружу в виде небольших шарообразных тел; вскрываются они поперечною трещиною (как и у ужовника).
У гроздовника наблюдается наиболее примитивный среди ужовниковых тип расположения спорангиев. Его спорангии расположены как по бокам веточек спороносной части, так и на верхушках отдельных веточек.
Гаметофиты дорсивентральные, яйцевидные, уплощённо-клубневидные или дисковидные, длиной от 1 до 20 мм.
Гаметангии многочисленны и разбросаны по поверхности гаметофита; антеридии занимают вершину специального гребня, а архегонии разбросаны по склонам гребня или на брюшной стороне гаметофита. Антеридии крупные, погружённые или слегка выступающие над поверхностью гаметофита; архегонии довольно глубоко погружённые.
Споры бледные, шаровидно-тетраэдрические, с тремя полосками. Споры прорастают крайне редко (и чрезвычайно медленно) и развивают подземные, клубневидные, бесцветные, обоеполые заростки.

## Распространение и экология
Немногочисленные виды рода спорадически распространены в достаточно влажных областях тропического и умеренного пояса. В северной лесной зоне часть их распространяется до её северного предела. Независимо от степени обычности, виды гроздовника нигде не играют существенной роли в образовании растительных группировок.
Гроздовники приурочены не только к затенённым лесам, но произрастают на лугах, болотах, в тундровых сообществах, растут на рыхлой и влажной почве и на открытых местах.
Многие гроздовники нередко встречаются в местах с нарушенным когда-то растительным покровом (заросшие обочины лесных дорог, выемки земли и т. п.). Разные виды произрастают на почвах различной кислотности.
Гроздовники — облигатные (обязательные) микотрофы, но степень зависимости от микоризы различна у разных видов. Не имеющие корневых волосков и глубокой корневой системы, а также специальных приспособлений для быстрого всасывания воды и уменьшения её отдачи, гроздовники в засушливые периоды в большой степени зависят от влажности субстрата.
В пределах рода Гроздовник есть виды летнезелёные (например, Гроздовник полулунный (Botrychium lunaria) и Гроздовник виргинский (Botrychium virginianum)) и «зимнезелёные» (например, Гроздовник многораздельный (Botrychium multifidum)). У последних листья разворачиваются летом, и после спороношения, которое обычно начинается в конце лета — начале осени, фертильный сегмент отмирает, а стерильный зимует и сохраняется до следующего года ко времени развёртывания нового листа. Распространённый на юго-востоке США Гроздовник луновидный (Botrychium lunarioides) — настоящее зимнезелёное растение: листья у него начинают появляться в октябре и к маю отмирают. Если лето и осень тёплые и влажные, то осенью растения могут дать второе поколение листьев.

### Охранный статус

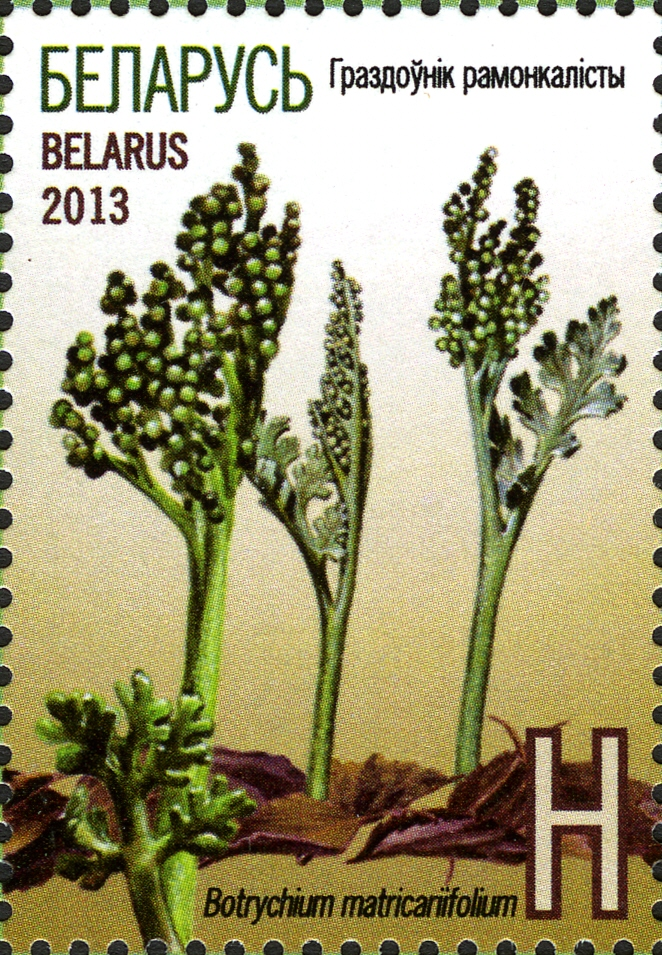
Гроздовник ромашколистный на марке Белоруссии 2013 года из серии «Красная книга Республики Белоруссии»

В Красную книгу России включён Гроздовник простой (Botrychium simplex) — вид, находящийся под угрозой исчезновения (со статусом 1 (E)). Он был внесён и в Красную книгу СССР.

## Значение и применение
Хозяйственного значения гроздовники не имеют.
Гроздовник полулунный прежде употреблялся в медицине, ныне оставлен.

## Таксономия

### Синонимы
По данным World of Ferns и Germplasm Resources Information Network, в синонимику рода входят:
- Botrypus Michx. (1803)
- Botrypus Rich. (1801)
- Japanobotrychium  Masam. (1931)
- Holubiella Skoda (1996)
- Lunaria Hill
- Lunularia Batsch
- Osmundopteris (Milde) Small (1938)
- Osmundopteris Milde (1867)
- Phyllotrichium Prantl (1883)
- Sceptridium Lyon (1905)

### Виды
Майкл Хасслер (англ. Michael Hassler) и Брайан Суэйл (англ. Brian Swale) включают в свой список видов рода Гроздовник 61 вид и 5 гибридов.
Номенклатурный тип: Botrychium lunaria (L.) Sw.
Классификация М. Като (1987) выступает за разделение рода Гроздовник на четыре отдельных рода: Botrychium s. s., Sceptridium, Japanobotrychium и Botrypus.
В России 6 видов:
- Botrychium boreale (Fr.) Milde (1857) — Гроздовник северный [syn.  Botrychium crassinervium Rupr.]
- Botrychium lanceolatum (S.G.Gmel.) Angstr. (1854) —  Гроздовник ланцетный, или Гроздовник ланцетовидный [syn.  Osmunda lanceolata S.G.Gmel.]
- Botrychium lunaria L. Sw. (1800) — Гроздовник полулунный [syn.  Osmunda lunaria L.]
- Botrychium matricariifolium (A.Braun ex Döll) W.D.J.Koch (1847) — Гроздовник ромашколистный [syn.  Botrychium ramosum (Roth) Aschers.], [syn.  Osmunda ramosa Roth]
- Botrychium multifidum (J.F.Gmel.) Rupr. (1859) — Гроздовник многораздельный [syn.  Botrychium matricariae Spreng.], [syn.  Osmunda matricariae Schrank], [syn.  Osmunda multifida J.F.Gmel. basionym]
- Botrychium simplex E.Hitchc. (1823) — Гроздовник простой
- Botrychium virginianum (L.) Sw. (1801) — Гроздовник виргинский [syn.  Osmunda virginiana L. basionym] [syn.  Botrychium charcoviense Port.], [syn.  Botrychium virginianus (L.) Holub], [syn.  Botrychium virginianus (L.) Michx.], [syn.  Japanobotrychium virginianum (L.) M.Nishida & Tagawa], [syn.  Osmundopteris virginiana (L.) Small.]

Ранее включавшиеся в род Гроздовник виды Botrychium ramosum Aschers. — Гроздовник ветвистый, Botrychium robustum (Rupr.) Underw. — Гроздовник сильный, Botrychium rutaefolium A.Br. — Гроздовник рутовый, которые ныне считаются синонимами других принятых видов.

## Название
От греч. βότριχιων (botrihion), изменённого βότρυς (botrus), то есть кисть или гроздь.
Н. И. Анненков в Ботаническом словаре (1878) в статье о гроздовнике приводит следующие названия на иностранных языках:
B o t r ỹ c h i u m Sw. Polypod. Гроздовникъ (сост.) Кауфм. — Пол. Długosz, Podezrzen, Gronowiec. — Чешск. Wratička. Měsečinac. — Сербск. Sirišnjak. — Финн. Noidanlukko. — Нем. Mondraute, Traubenfarrn. — Франц. Botryche, Botrychier. — Англ. Moonwort.

## Прочие сведения
С некоторыми видами ужовниковых связаны различные поверья.
Гроздовник полулунный называют ключ-травой из-за якобы присущей ему способности помогать отыскивать клады.
Гроздовник виргинский в США называют указателем, так как он якобы указывает на места произрастания карликового женьшеня — панакса трёхлистного (Panax trifolius) — американского родича прославленного женьшеня.